# Crenocrassatella jubar
Crenocrassatella jubar is een tweekleppigensoort uit de familie van de Crassatellidae. De wetenschappelijke naam van de soort is voor het eerst geldig gepubliceerd in 1842 door Reeve.